# Tiger von Sabrodt

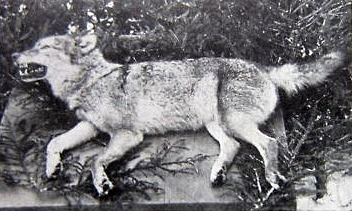
Der erlegte „Tiger von Sabrodt“

Als Tiger von Sabrodt wurde ein am 27. Februar 1904 in der Lausitz abgeschossener Wolf bezeichnet. Bis zur Wiederbesiedlung Deutschlands durch Wölfe etwa seit der Wende zum 21. Jahrhundert war das Tier der offiziell letzte in Deutschland geschossene Wolf. Es handelte sich um ein sehr großes weibliches Tier, das als Einzelgänger in der Lausitz lebte und über Jahre gejagt worden war. Das Dorf Sabrodt, wo der Wolf erstmals gesichtet wurde, liegt nördlich von Hoyerswerda.

## Geschichte
Der „Tiger“ wurde am 27. Februar 1904 in den Tzschellner Kuthen von einem Förster aus Weißkollm erlegt. Das Oberlausitzer Dorf Tzschelln lag an der Spree zwischen Neustadt/Spree und Boxberg, es wurde 1979 für den Tagebau Nochten in Anspruch genommen und überbaggert. Der Wolf hatte im Februar 1904 nach vierjähriger vergeblicher Verfolgung mehrfach die Schützenlinien von 18 Jägern durchbrochen. Der Schütze bekam für seine Erlegung 100 Mark als Kopfgeld. Das Tier war mit 1,60 m Länge und einem Widerrist von 80 cm sowie 41 kg Lebendgewicht eine sehr große Wölfin. Der Kadaver wurde für mehrere Tage im Hoyerswerdaer Schützenhaus ausgestellt und zog in kurzer Zeit mehr als 500 Besucher an.
Da das Tier Vieh riss und es in der Gegend lange Zeit keinen Wolf mehr gegeben hatte, vermutete man anfangs als Verursacher ein ausgebrochenes Zirkustier. Bei der Bevölkerung als raubsüchtiges Ungetüm berüchtigt, erhielt er nach dem Ort seines ersten Auftauchens den Spitznamen „Tiger von Sabrodt“.

Über den Abschuss wurde Folgendes berichtet: 

„Seine Vorsicht und Schnelligkeit spotteten allen Nachstellungen. Nachdem er in letzter Zeit wiederholt gespürt worden war, meldete am Sonnabend Herr Revierförster Dommel in Neustadt der Königlichen Oberförsterei sichere Anzeichen seiner Anwesenheit, worauf sofort eine große polizeiliche Jagd veranstaltet wurde. Der frisch gefallene Spurschnee ermöglichte es, der Fährte des Tieres zu folgen, zahlreiche aufgebotene Wagen brachten Schützen und Treiber schnell der Spur nach, sodass es am Nachmittag gelang, das Raubtier auf Revier Tschelln einzukreisen. Herr Oberförster Dutmer-Bohla kam zum Schuss und verwundete es, jedoch wohl nicht tödlich, weil er auf eine große Entfernung schoss. Die verwundete Bestie wandte sich nach einer offenen Fläche, wo Herr Förster Brehmer-Weißkollm auf etwa 30 Meter sie glücklich traf. Das Tier flüchtete noch bis zu einem nahen Dickicht, wo man es bald verendet fand.“

„Seit nunmehr 100 Jahren ist in der Lausitz im Herzen Deutschlands kein Wolf mehr geschossen worden, und heute, oder vielmehr am 27.2.1904 wird eine solche Bestie, die nachweislich fünf Jahre ihr Dasein gestiftet hat, ebendort zur Strecke gebracht. Dass vier Jahre vergehen mussten, ehe man dem Satan das Handwerk legte, das ist unverzeihlich. Nun ist Gott sei dank Ruhe, und den Erfolg werden wir recht bald an unserem Wildstand merken.“

Der präparierte „Tiger“ ist heute im Stadtmuseum auf dem Schloss Hoyerswerda zu besichtigen.

## Bedeutung
Nach dem Abschuss des „Tigers von Sabrodt“ gab es fast ein Jahrhundert lang keinen freilebenden Wolf mehr auf heutigem deutschem Staatsgebiet. Erst im Jahr 1998 wurden auf dem Truppenübungsplatz Oberlausitz wieder erste Wölfe ansässig und haben sich in den folgenden beiden Jahrzehnten in der gesamten Nordhälfte Deutschlands verbreitet. Seit 2000 starben nachgewiesenermaßen 50 Wölfe in Deutschland durch Wilderei. Allein 2019 wurden elf Wölfe illegal geschossen; hinzu kommt eine beträchtliche Dunkelziffer. Seit 2020 ist auch der legale Abschuss von Wölfen wieder leichter möglich.

## Erinnerung
- Zur Erinnerung an das Ereignis führt die Freiwillige Feuerwehr Sabrodt einen Wolf in ihrem Wappen.[7]
- Die Power-Metal-Band Powerwolf veröffentlichte 2007 auf ihrem Album Lupus Dei das Lied „Tiger of Sabrod“.